# Distretto di Puno
Il distretto di Puno è uno dei quindici distretti della provincia di Puno, in Perù. Si trova nella regione di Puno e si estende su una superficie di 460,75 chilometri quadrati.

Ha per capitale la città di Puno; nel censimento 2005 si contava una popolazione di 123.906 unità.